# Weyprechtia pinguis
Weyprechtia pinguis is een vlokreeftensoort uit de familie van de Calliopiidae. De wetenschappelijke naam van de soort is voor het eerst geldig gepubliceerd in 1838 door Kroyer.